# 裂序楼梯草
裂序楼梯草（学名：Elatostema schizocephalum）是荨麻科楼梯草属的植物，是中国的特有植物。分布于中国大陆的湖南、广西等地，生长于海拔130米的地区，多生于林中及阴湿处，目前尚未由人工引种栽培。